# Campionatul Regional de Fotbal 1922-1923
Sezonul 1923–1924 al campionatului regional a reprezentat cea de-a treia ediție a acestei faze regionale din cadrul Campionatului Național de Fotbal al României. În această ediție s-au disputat opt campionate districtuale, marcând apariția districtului Târgu Mureș.

## Campionate districtuale
| - Arad - Brașov/Sibiu | - București/Ploiești - Cernăuți | - Cluj - Târgu Mureș | - Timișoara - Oradea/Satu Mare |

## Clasamente

### Arad
| Loc | Echipa                 | MJ | V  | E | Î  | GM | GP | DG  | Pct | Calificare sau retrogradare  |
| --- | ---------------------- | -- | -- | - | -- | -- | -- | --- | --- | ---------------------------- |
| 1   | Gloria CFR Arad (C, Q) | 14 | 10 | 3 | 1  | 18 | 4  | +14 | 23  | Calificare în faza națională |
| 2   | CAM Petroșani          | 14 | 8  | 3 | 3  | 23 | 11 | +12 | 19  |                              |
| 3   | CA Arad                | 14 | 6  | 6 | 2  | 23 | 13 | +10 | 18  |                              |
| 4   | AMEFA Arad             | 14 | 4  | 6 | 4  | 15 | 15 | 0   | 14  |                              |
| 5   | SC Vulcan              | 14 | 4  | 3 | 7  | 22 | 17 | +5  | 11  |                              |
| 6   | Jiul Lupeni            | 14 | 4  | 3 | 7  | 7  | 12 | −5  | 11  |                              |
| 7   | SG Arad                | 14 | 4  | 2 | 8  | 13 | 17 | −4  | 10  |                              |
| 8   | Olympia Micălaca       | 14 | 2  | 2 | 10 | 7  | 39 | −32 | 6   |                              |

### Brașov/Sibiu
| Loc | Echipa                     | MJ | V  | E | Î  | GM | GP | DG  | Pct | Calificare sau retrogradare  |
| --- | -------------------------- | -- | -- | - | -- | -- | -- | --- | --- | ---------------------------- |
| 1   | Brașovia Brașov (C, Q)     | 14 | 10 | 3 | 1  | 36 | 12 | +24 | 23  | Calificare în faza națională |
| 2   | SS Sibiu                   | 14 | 10 | 2 | 2  | 34 | 16 | +18 | 22  |                              |
| 3   | Colțea Brașov              | 14 | 8  | 2 | 4  | 29 | 14 | +15 | 18  |                              |
| 4   | Olimpia Brașov             | 14 | 8  | 0 | 6  | 25 | 24 | +1  | 16  |                              |
| 5   | SG Sibiu                   | 14 | 6  | 1 | 7  | 21 | 24 | −3  | 13  |                              |
| 6   | Harghita Odorheiu Secuiesc | 14 | 5  | 0 | 9  | 22 | 25 | −3  | 10  |                              |
| 7   | RGM Brașov                 | 14 | 4  | 2 | 8  | 23 | 29 | −6  | 10  |                              |
| 8   | Internațional Sibiu        | 14 | 0  | 0 | 14 | 5  | 51 | −46 | 0   |                              |

### București/Ploiești
Grupa A
| Loc | Echipa                 | MJ | V | E | Î | GM | GP | DG  | Pct | Calificare sau retrogradare      |
| --- | ---------------------- | -- | - | - | - | -- | -- | --- | --- | -------------------------------- |
| 1   | Tricolor București (Q) | 7  | 6 | 0 | 1 | 25 | 4  | +21 | 12  | Calificare în sferturi de finală |
| 2   | Colțea București (Q)   | 8  | 6 | 0 | 2 | 12 | 7  | +5  | 12  | Calificare în sferturi de finală |
| 3   | Prahova Ploiești (Q)   | 8  | 4 | 1 | 3 | 7  | 12 | −5  | 9   | Calificare în sferturi de finală |
| 4   | Șoimii București       | 8  | 2 | 1 | 5 | 0  | 23 | −23 | 5   |                                  |
| 5   | Transilvania București | 7  | 0 | 0 | 7 | 11 | 9  | +2  | 0   |                                  |

1. 1 2  Meciul rămas a fost declarat nul.
2. 1 2  Transilvania a pierdut mai multe meciuri la masa verde, toate fiind înregistrate fără goluri.

Grupa B
| Loc | Echipa                | MJ | V | E | Î | GM | GP | DG  | Pct | Calificare sau retrogradare      |
| --- | --------------------- | -- | - | - | - | -- | -- | --- | --- | -------------------------------- |
| 1   | Venus București (Q)   | 8  | 6 | 1 | 1 | 27 | 6  | +21 | 13  | Calificare în sferturi de finală |
| 2   | Triumf București (Q)  | 8  | 5 | 0 | 3 | 22 | 8  | +14 | 10  | Calificare în sferturi de finală |
| 3   | Olympia București (Q) | 8  | 4 | 1 | 3 | 13 | 16 | −3  | 9   | Calificare în sferturi de finală |
| 4   | Val Vârtej București  | 8  | 2 | 2 | 4 | 19 | 19 | 0   | 6   |                                  |
| 5   | Excelsior București   | 8  | 1 | 0 | 7 | 0  | 32 | −32 | 2   |                                  |

1. ↑  Cel puțin un meci în care a jucat Excelsior a fost acordat la masa verde, fără schimbarea evidenței golurilor.

Sferturi de finală 
Meciurile s-au disputat pe 17 iunie 2023.
| Echipa 1           | Scor | Echipa 2          |
| ------------------ | ---- | ----------------- |
| Tricolor București | 1–0  | Prahova Ploiești  |
| Venus București    | 0–2  | Olympia București |
| Colțea București   | 1–0  | Triumf București  |

Runda Intermediară
Meciul s-a disputat pe 1 iulie 1923 între cele mai bine clasate echipe din faza grupelor care au fost învinse în sferturile de finală.
| Echipa 1        | Scor | Echipa 2         |
| --------------- | ---- | ---------------- |
| Venus București | 3–0  | Triumf București |

Semifinale
Meciurile s-au disputat pe 24 iunie și 8 iulie 1923.
| Echipa 1           | Scor | Echipa 2          |
| ------------------ | ---- | ----------------- |
| Colțea București   | 3–1  | Olympia București |
| Tricolor București | 1–2  | Venus București   |

Finala
Meciul s-a disputat pe 15 iulie 1923
| Echipa 1        | Scor | Echipa 2         |
| --------------- | ---- | ---------------- |
| Venus București | 1–0  | Colțea București |

Venus București a câștigat campionatul districtului București/Ploiești și s-a calificat în faza națională a Campionatului Național de Fotbal.

### Cernăuți
| Loc | Echipa                  | MJ | V | E | Î | GM | GP | DG  | Pct | Calificare sau retrogradare  |
| --- | ----------------------- | -- | - | - | - | -- | -- | --- | --- | ---------------------------- |
| 1   | Polonia Cernăuți (C, Q) | 8  | 5 | 2 | 1 | 19 | 8  | +11 | 12  | Calificare în faza națională |
| 2   | Maccabi Cernăuți        | 8  | 5 | 1 | 2 | 25 | 12 | +13 | 11  |                              |
| 3   | Dragoș Vodă Cernăuți    | 8  | 3 | 0 | 5 | 14 | 18 | −4  | 6   |                              |
| 4   | Jahn Cernăuți           | 8  | 2 | 2 | 4 | 9  | 16 | −7  | 6   |                              |
| 5   | Dovbuș Cernăuți         | 8  | 2 | 1 | 5 | 14 | 27 | −13 | 5   |                              |

### Cluj
| Loc | Echipa               | MJ | V | E | Î | GM | GP | DG  | Pct | Calificare sau retrogradare  |
| --- | -------------------- | -- | - | - | - | -- | -- | --- | --- | ---------------------------- |
| 1   | Victoria Cluj (C, Q) | 12 | 6 | 6 | 0 | 16 | 5  | +11 | 18  | Calificare în faza națională |
| 2   | Haggibbor Cluj       | 12 | 6 | 6 | 0 | 16 | 6  | +10 | 18  |                              |
| 3   | CA Cluj              | 12 | 3 | 6 | 3 | 11 | 9  | +2  | 12  |                              |
| 4   | CFR Cluj             | 12 | 4 | 4 | 4 | 7  | 14 | −7  | 12  |                              |
| 5   | Universitatea Cluj   | 12 | 4 | 3 | 5 | 13 | 8  | +5  | 11  |                              |
| 6   | KKASE Cluj           | 12 | 3 | 4 | 5 | 6  | 11 | −5  | 10  |                              |
| 7   | MTE Cluj             | 12 | 0 | 3 | 9 | 0  | 16 | −16 | 3   |                              |

### Târgu Mureș
Mureșul Târgu Mureș a câștigat campionatul districtului Târgu Mureș și s-a calificat în faza națională a Campionatului Național de Fotbal.

### Timișoara
| Loc | Echipa                    | MJ | V | E | Î | GM | GP | DG  | Pct | Calificare sau retrogradare  |
| --- | ------------------------- | -- | - | - | - | -- | -- | --- | --- | ---------------------------- |
| 1   | Chinezul Timișoara (C, Q) | 10 | 9 | 1 | 0 | 33 | 7  | +26 | 19  | Calificare în faza națională |
| 2   | Unirea Timișoara          | 10 | 7 | 1 | 2 | 27 | 12 | +15 | 15  |                              |
| 3   | RGM Timișoara             | 10 | 4 | 2 | 4 | 11 | 15 | −4  | 10  |                              |
| 4   | CA Timișoara              | 10 | 4 | 1 | 5 | 16 | 15 | +1  | 9   |                              |
| 5   | Vulturii Lugoj            | 10 | 2 | 2 | 6 | 6  | 21 | −15 | 6   |                              |
| 6   | ESE Timișoara             | 10 | 0 | 1 | 9 | 3  | 26 | −23 | 1   |                              |

### Oradea/Satu Mare
| Loc | Echipa                    | MJ | V | E | Î | GM | GP | DG | Pct | Calificare sau retrogradare  |
| --- | ------------------------- | -- | - | - | - | -- | -- | -- | --- | ---------------------------- |
| 1   | Înțelegerea Oradea (C, Q) | 0  | 0 | 0 | 0 | 0  | 0  | 0  | 0   | Calificare în faza națională |
| 2   | CA Oradea                 | 0  | 0 | 0 | 0 | 0  | 0  | 0  | 0   |                              |
| 3   | Stăruința Oradea          | 0  | 0 | 0 | 0 | 0  | 0  | 0  | 0   |                              |
| 4   | SE Satu Mare              | 0  | 0 | 0 | 0 | 0  | 0  | 0  | 0   |                              |
| 5   | SC Salonta                | 0  | 0 | 0 | 0 | 0  | 0  | 0  | 0   |                              |
| 6   | Bihorul Oradea            | 0  | 0 | 0 | 0 | 0  | 0  | 0  | 0   |                              |
| 7   | Maccabi Oradea            | 0  | 0 | 0 | 0 | 0  | 0  | 0  | 0   |                              |
| 8   | CA Carei                  | 0  | 0 | 0 | 0 | 0  | 0  | 0  | 0   |                              |